# Consonne labio-palatale
Cette page contient des caractères spéciaux ou non latins. S’ils s’affichent mal (▯, ?, etc.), consultez la page d’aide Unicode.
En phonétique articulatoire, une consonne labio-palatale (ou, plus brièvement, une labio-palatale) désigne une consonne possédant deux lieux d'articulation :
1. un point d'articulation palatal, le dos de la langue opérant une constriction au niveau du palais « dur » ;
2. un point d'articulation bilabial.

Le français admet la labio-palatale [ɥ] (à l'initiale de « huile »).

## Labio-palatales de l'API
L'alphabet phonétique international recense une seule labio-palatale :
- spirante
  - ɥ, spirante labio-palatale
    - français : huile [ɥil]

## Voir également
- lieu d'articulation